# Panicum noterophilum
Panicum noterophilum är en gräsart som beskrevs av Stephen Andrew Renvoize. Panicum noterophilum ingår i släktet vipphirser, och familjen gräs. Inga underarter finns listade i Catalogue of Life.